# Kopinatec plžovitý
Kopinatec plžovitý (Branchiostoma lanceolatum, též Amphioxus lanceolatum) je nejznámější kopinatec, zástupce primitivních strunatců. Podobá se drobné rybce, ale místo kostry má jen chrupavčitou hřbetní strunu. Celý živočich je poloprůsvitný, růžově zbarvený a dosahuje délky maximálně 8 cm.

## Anatomie
Má segmentované, ploché tělo, z něhož na hřbetě i na ocase vystupují jemné, membránovité ploutvičky, které mu dodávají kopinatý tvar. Ústní otvor je obklopen brvami. Nemá mozek, pouze jeho mícha probíhající téměř po skoro celé délce těla se u hlavy rozšiřuje v tzv. mozkový váček.
Kopinatci jsou živočichové s odděleným pohlavím (gonochoristé), ale bez sexuálního dimorfismu. Každý kopinatec má 26 párů gonád, tzn. vaječníků nebo varlat, což je logickým důsledkem silné segmentace jeho těla. Pohlavní buňky se dostávají ven prasknutím stěny obžaberního prostoru a ven vyvrhovacím otvorem. K oplození vajíček pak dochází mimo tělo, ve vodě, načež vznikne obrvená planktonní larva.

## Rozšíření
Kopinatec plžovitý je mořský živočich, poměrně hojný v kontinentálním šelfu kolem evropských břehů. Obývá písčitou sublitorální zónu do hloubky 28–30 m. Preferuje hrubší písek s částmi lastur.

## Charakteristika
Kopinatec plžovitý je aktivnější především v noci, kdy filtruje vodu a konzumuje řasy, nálevníky a drobné korýše. Přestože je schopný volně plavat, většinu života stráví zahrabaný v písku – v hrubším písku je zahrabaný celý, v jemnějším nechává vystrčenou přední část těla. Na bahnitém dně nežije, protože by při zahrabání nemohl dýchat. Dožívají se až 4 let.